# Kanton Mur-de-Barrez
Kanton Mur-de-Barrez (francouzsky Canton de Mur-de-Barrez) je francouzský kanton v departementu Aveyron v regionu Midi-Pyrénées. Tvoří ho šest obcí.

## Obce kantonu
- Brommat
- Lacroix-Barrez
- Mur-de-Barrez
- Murols
- Taussac
- Thérondels